# Towarzysze broni (powieść)
Towarzysze broni (tyt. oryg. Brothers in Arms) – powieść amerykańskiej pisarki Lois McMaster Bujold, część Sagi Vorkosiganów.
Miles Vorkosigan i flota Dendarii przybywają na Ziemię aby odzyskać siły po misji i uzyskać zapłatę. Jednakże czeka tam na Milesa pułapka, Komarrański terrorysta zamierza porwać go i zastąpić jego klonem Markiem